# Liga de Voleibol Superior Masculino 1967
La Liga de Voleibol Superior Masculino 1967 si è svolta nel 1967: al torneo hanno partecipato 9 franchigie portoricane e la vittoria finale è andata per la terza volta ai Changos de Naranjito. 
Sul risultato di 2-1 in loro favore, i Leones de Ponce hanno dato forfait al quarto incontro della serie finale, in segno di protesta per l'espulsione di un proprio giocatore nell'incontro precedente; la serie è stata quindi cancellata, con l'assegnazione del titolo a tavolino ai Changos de Naranjito, e i Leones de Ponce sono stati sanzionati con una sospensione di un anno.

## Regolamento
La competizione vede le sette franchigie partecipanti affrontarsi senza un calendario rigido fino ad arrivare a sedici incontri ciascuna:
- Le prime quattro classificate accedono ai play-off scudetto, dove vengono accoppiate dopo una gara di spareggio, strutturati in semifinali e finale al meglio delle sette gare.

## Squadre partecipanti
Al campionato di Liga de Voleibol Superior Masculino 1967 partecipano 9 franchigie. Delle franchigie aventi diritto di partecipazione:
- I Voleitrotters de Caparra hanno rinunciato ai propri diritti di partecipazione.
- I Cardenales de Río Piedras tornano in attività dopo quattro annate.
- I Cangrejeros de Santurce tornano in attività dopo aver saltato l'annata precedente.
- Gli Indios de Mayagüez tornano in attività dopo sei annate.
- I Criollos de Caguas sono una franchigia di nuova espansione.

| Club                      | Stagione | Città      | Impianto | Stagione precedente                      |
| ------------------------- | -------- | ---------- | -------- | ---------------------------------------- |
| Cafeteros de Yauco        | dettagli | Yauco      | ?        | 2ª in LVSM; Campioni di Porto Rico       |
| Cangrejeros de Santurce   | dettagli | San Juan   | ?        | -                                        |
| Cardenales de Río Piedras | dettagli | San Juan   | ?        | -                                        |
| Changos de Naranjito      | dettagli | Naranjito  | ?        | 3ª in LVSM; semifinali play-off scudetto |
| Criollos de Caguas        | dettagli | Caguas     | ?        | -                                        |
| Guayacanes de Guayanilla  | dettagli | Guayanilla | ?        | 5ª in LVSM                               |
| Indios de Mayagüez        | dettagli | Mayagüez   | ?        | -                                        |
| Leones de Ponce           | dettagli | Ponce      | ?        | 1ª in LVSM; finale play-off scudetto     |
| Vaqueros de Bayamón       | dettagli | Bayamón    | ?        | 6ª in LVSM                               |

## Campionato

### Regular season

#### Classifica
| Pos. | Squadra                   | G  | V  | P  | SV | SP | Ratio | PF | PS | Ratio |
| ---- | ------------------------- | -- | -- | -- | -- | -- | ----- | -- | -- | ----- |
| 1.   | Leones de Ponce           | 12 | 9  | 3  |    |    |       |    |    |       |
| 2.   | Changos de Naranjito      | 16 | 12 | 4  |    |    |       |    |    |       |
| 3.   | Vaqueros de Bayamón       | 16 | 12 | 4  |    |    |       |    |    |       |
| 4.   | Cafeteros de Yauco        | 12 | 8  | 4  |    |    |       |    |    |       |
| 5.   | Cardenales de Río Piedras | 16 | 11 | 5  |    |    |       |    |    |       |
| 6.   | Guayacanes de Guayanilla  | 11 | 5  | 6  |    |    |       |    |    |       |
| 7.   | Criollos de Caguas        | 16 | 3  | 13 |    |    |       |    |    |       |
| 8.   | Indios de Mayagüez        | 11 | 1  | 10 |    |    |       |    |    |       |
| 9.   | Cangrejeros de Santurce   | 16 | 1  | 15 |    |    |       |    |    |       |

      Ai play-off scudetto.

### Spareggio
|  | Finale |                      |   |  |
|  |        |                      |   |  |
|  | 1      | Leones de Ponce      | 1 |  |
|  | 2      | Changos de Naranjito | 0 |  |

|  | Finale |                     |   |  |
|  |        |                     |   |  |
|  | 3      | Vaqueros de Bayamón | 0 |  |
|  | 4      | Cafeteros de Yauco  | 1 |  |

### Play-off
|  | Semifinali | Semifinali           | Semifinali |  |  | Finale | Finale               | Finale |  |
|  |            |                      |            |  |  |        |                      |        |  |
|  | 1          | Leones de Ponce      | 3          |  |  |        |                      |        |  |
|  | 4          | Vaqueros de Bayamón  | 0          |  |  | 1      | Leones de Ponce      | 2      |  |
|  | 2          | Changos de Naranjito | 3          |  |  | 2      | Changos de Naranjito | 1      |  |
|  | 3          | Cafeteros de Yauco   | 1          |  |  |        |                      |        |  |